# Oreophilacris paramonis
Oreophilacris paramonis är en insektsart som beskrevs av Roberts 1937. Oreophilacris paramonis ingår i släktet Oreophilacris och familjen gräshoppor. Inga underarter finns listade i Catalogue of Life.